# Sorbere
De omtrent 50.000 sorbere (også kaldet vendere) bor i Lausitz i Tyskland. Lausitz er et område syd for Berlin i delstaterne Brandenburg og Saksen. Sorberne er et slavisk folk, som lever sammenblandet med tyskere og er velintegrerede i Tyskland. Omtrent 40.000 sorbere taler stadigvæk sorbisk. Sorberne lever i det område der kaldes Lausitz (både Oberlausitz og Niederlausitz) omkring floden Spree. 
I middelalderen taltes sorbisk i hele Østtyskland.
Sorberne er ligesom danskerne i Sydslesvig, friserne og sinti og roma et anerkendt nationalt mindretal i Tyskland men ikke skrevet ind i forbundsrepublikkens forfatning.

## Sorbere i DDR
DDR havde af politiske grunde stort fokus på mindretalsrettigheder, og gjorde derfor meget for at fremme sorbernes rettigheder. Eksempelvis lavede man alle officielle skilte i Lausitz tosprogede. I praksis var det måske mere en politisk statement end en praksis foranstaltning idet der er meget få sorbere som taler sorbisk. 

## Sorbere i det moderne Tyskland
Ikke desto mindre er den sorbiske selvforståelse vokset over de seneste årtier, og sorbisk som sprog er voksende. Der er i dag sorbiske gymnasier i henholdsvis Cottbus (Chozebus) og Bautzen (Budyzin), ligesom der er sorbiske radiostationer.
Alt i alt er der meget få kulturelle problemer eller konflikter mellem sorbere og tyskere.